# Faramea calyptrata
Faramea calyptrata är en måreväxtart som beskrevs av Charlotte M. Taylor. Faramea calyptrata ingår i släktet Faramea och familjen måreväxter. Inga underarter finns listade i Catalogue of Life.